# Tournus Equipement
Tournus Equipement est une société industrielle française, basée à Tournus. L'entreprise est leader en France pour la fabrication d'équipements pour les cuisines professionnelles, les étals de vente en rayon marée et le commerce alimentaire,.
Société créée en septembre 1910, par des notables et des ingénieurs, sous le nom de « Manufacture Métallurgique de Tournus » (MMT) dont le but était de fournir du travail à la main d’œuvre locale en produisant des articles culinaires ménagers en aluminium,.
En 2022, la société qui emploie 320 salariés en France, a réalisé un chiffre d'affaires de 52 millions d'euros, en ciblant une large gamme d'équipements : les self-services, les étals à poisson, les meubles neutres, les armoires de maintien en température chaudes et froides, le rayonnage alimentaire pour chambres froides, les équipements d'hygiène et l'environnement des laveries.

## Historique

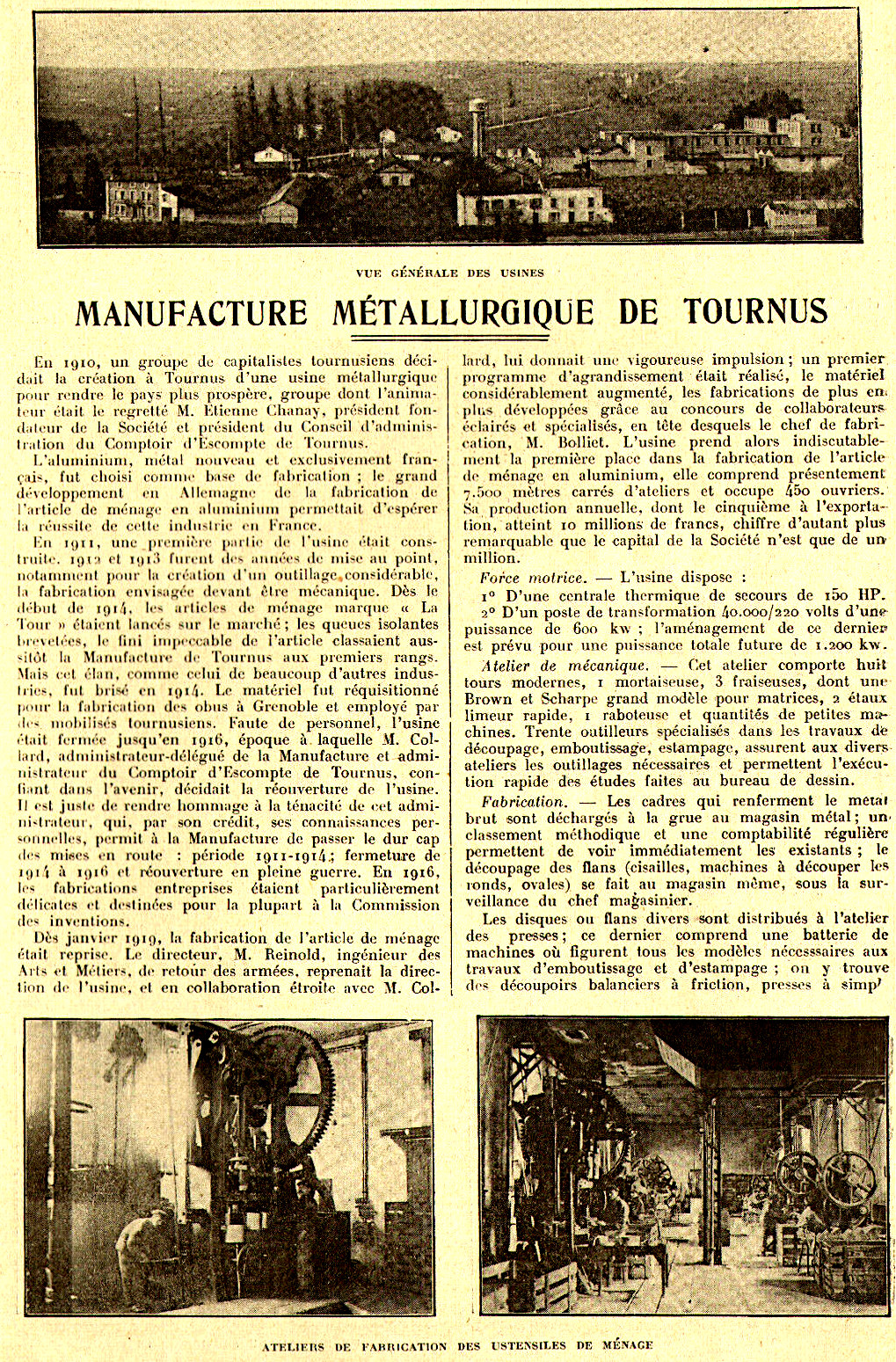
Publireportage d'une revue réalisé en 1923.

La société a été fondée en 1910 par des notables et des ingénieurs. Il s'agissait de proposer du travail à une partie de la population locale démunie par la crise viticole. Au début de sa création, l'entreprise a employé 40 salariés afin de produire des articles culinaires en aluminium.
Durant la Première Guerre mondiale, l'activité de l'entreprise a été orientée principalement sur « la boîte à fricot » du soldat. En 1921, la Manufacture Métallurgique de Tournus (MMT) est référencée en tant que société anonyme avec un capital d'un million. En 1931, l'usine d'aluminium est appelée « La Casserole » et son organisation syndicale est presque inexistante. Par la suite en 1932, le groupe industriel Pechiney fait son entrée au capital de l'entreprise en apportant des nombreuses innovations. En outre, l’acquisition de nouveaux savoir-faire (comme l'emboutissage) et l'achat de nouvelles presses hydrauliques ont permis à cette activité de se développer rapidement. Grâce à ce développement, le nombre de salariés atteint 400 personnes. Les fabrications en aluminium de la MMT deviennent alors un symbole de prospérité pour la ville de Tournus,.
Dans les années 1950, de nombreux jeunes ouvriers rejoignent l'entreprise en lui apportant un nouveau souffle. La production s'organise avec le travail à la chaîne. L'entreprise commence à utiliser l'acier inoxydable pour sa production reconnue pour la qualité, la solidité et la diversité de ses produits.
Après l'âge d'or, le déclin commence dans les années 1970 et s'est ensuite aggravé dans les années 1980. À la suite de rachats successifs, notamment par Bernard Tapie en 1986, la manufacture a été scindée en deux entités en 1991 : la division « Ménage » a été cédée au groupe SEB-Tefal, tandis que la division « Équipement » devenait l'entreprise actuelle, Tournus Équipement, fabricant d'équipements pour les cuisines professionnelles.
Grâce aux investissements importants et au lancement continuel de nouveaux produits depuis les années 2000, Tournus Équipement est devenu le premier fabricant en France dans le domaine de l'environnement inox des cuisines professionnelles et les étals de vente pour les produits de la mer. L'entreprise a accéléré sa croissance internationale avec l'acquisition en 2016 de la société industrielle britannique Catering Equipement Design qui emploie 150 personnes et construit également des équipements pour la restauration hors foyer.
En 2022, l'entreprise produit plus de 4 000 références dont les fours de remise en température, les armoires de maintien en température, le mobilier inox : tables, meubles, plonges, chariots, meubles chauffants, meubles réfrigérés, ainsi que des rayonnages, des lave-mains, des caniveaux et siphons de sol, des poubelles, et encore des tables d'entrée et sortie de machines à laver. L'usine transforme 4 000 tonnes d'acier inoxydable chaque année.

## Actionnaires
L'entreprise est majoritairement (68 %) détenue par ses cadres et ses salariés réunis au sein du FCPE Tournus par un mécanisme d’actionnariat salarial créé en 2013. 50 % des salariés sont actionnaires de leur outil de travail. Trois sociétés d'investissement ont rejoint la société en 2019 et complètent l'actionnariat : Unigrains, Andera et Bpifrance.
Ces investisseurs extérieurs permettent à la société de disposer d'une table ronde complémentaire d'actionnaires, connaissant bien le domaine d'activité et capable d'accompagner ses projets de développement construits autour de trois axes principaux : le développement de nouveaux produits et services, l'accélération de la croissance à l'export et l'amélioration continue des outils et processus industriels.

## Certifications - adhésions
L'entreprise est certifiée ISO 9001 (management de la qualité) et ISO 50 001 (pilotage des énergies consommées). L'ensemble des productions bénéficient du label Origine France Garantie qui certifie une fabrication effectivement réalisée en France. La certification NF-Hygiène Alimentaire délivrée par l'Afnor Certification atteste la qualité des produits destinés à l'alimentation hors foyer.
Tournus Équipement est adhérent du Syndicat national de l'équipement des grandes cuisines (SYNEG), de Resto France Expert et du Centre technique des industries mécaniques (CETIM).

## Galerie

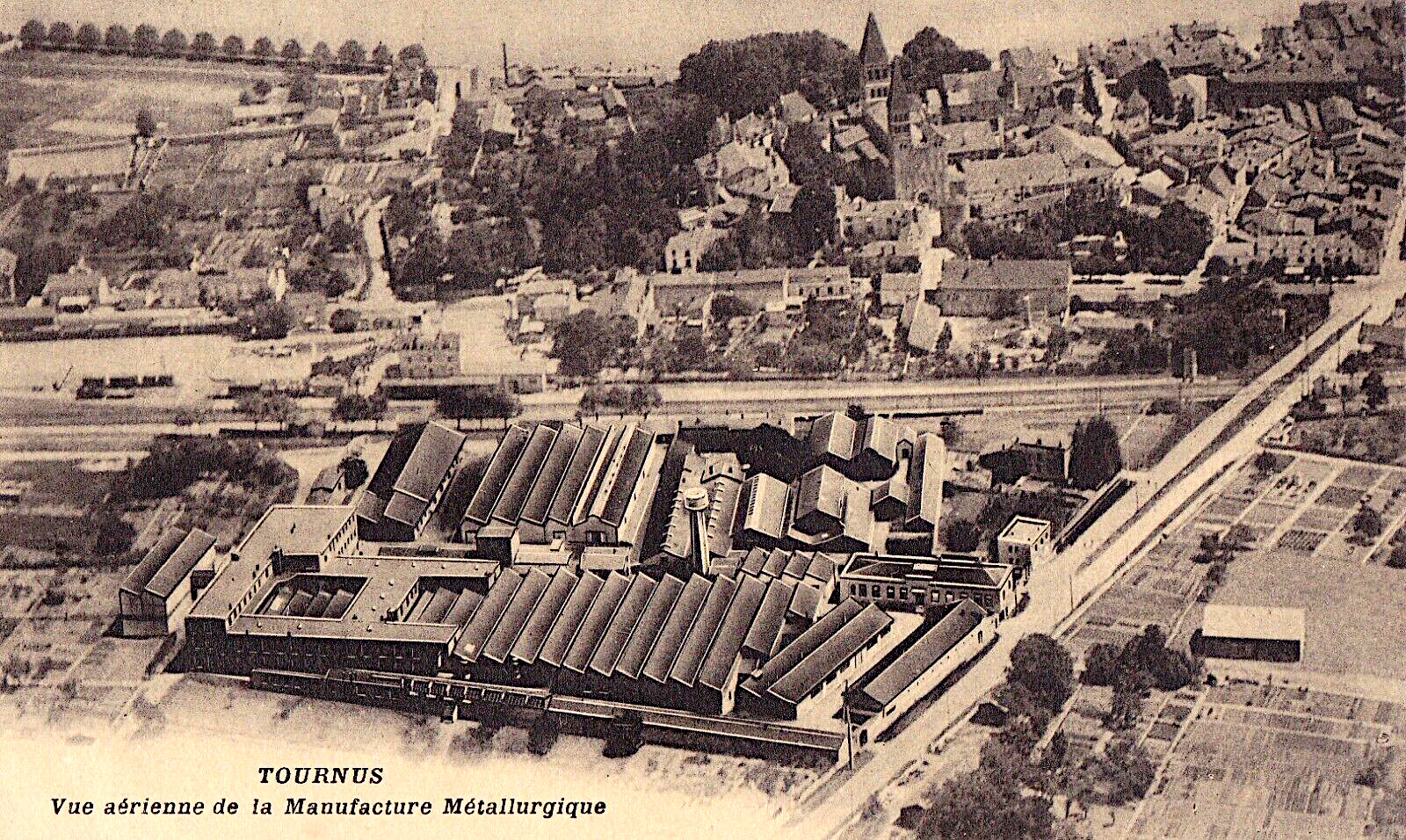
Vue aérienne de la manufacture entre 1919 et 1938.
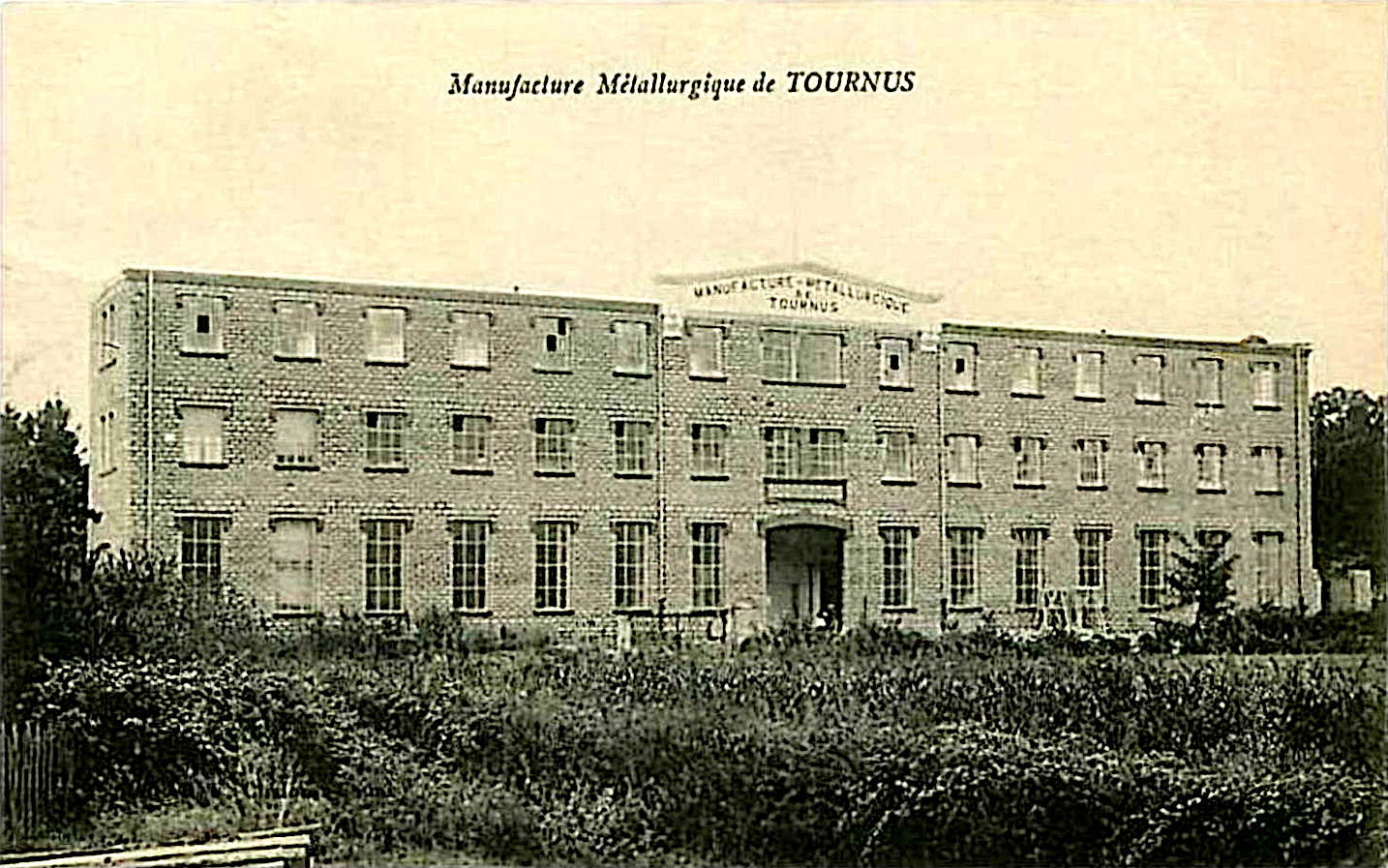
La construction du 1er bâtiment de la manufacture est achevée en juin 1911.
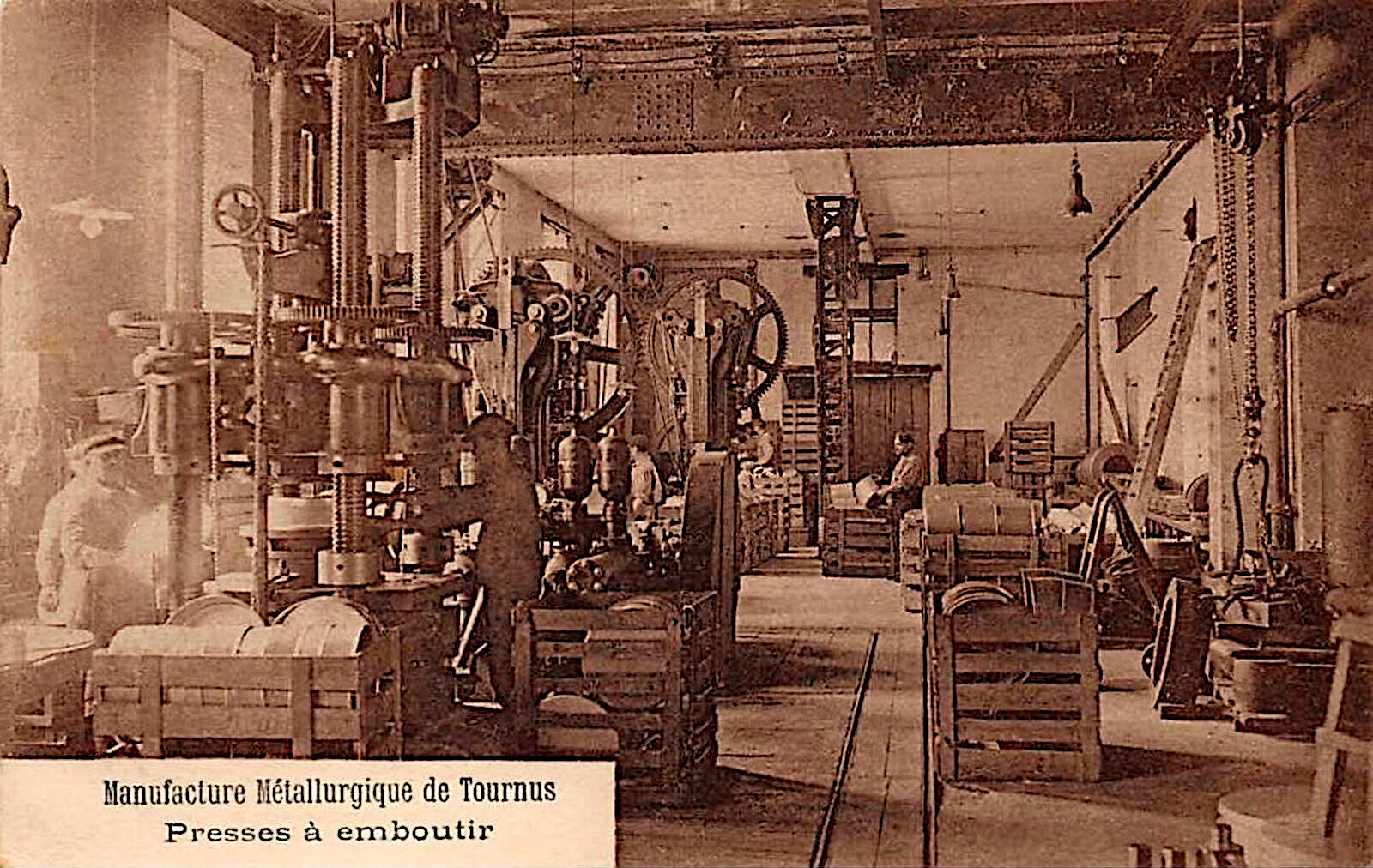
Vue de la presse à emboutir entre 1910 et 1924.
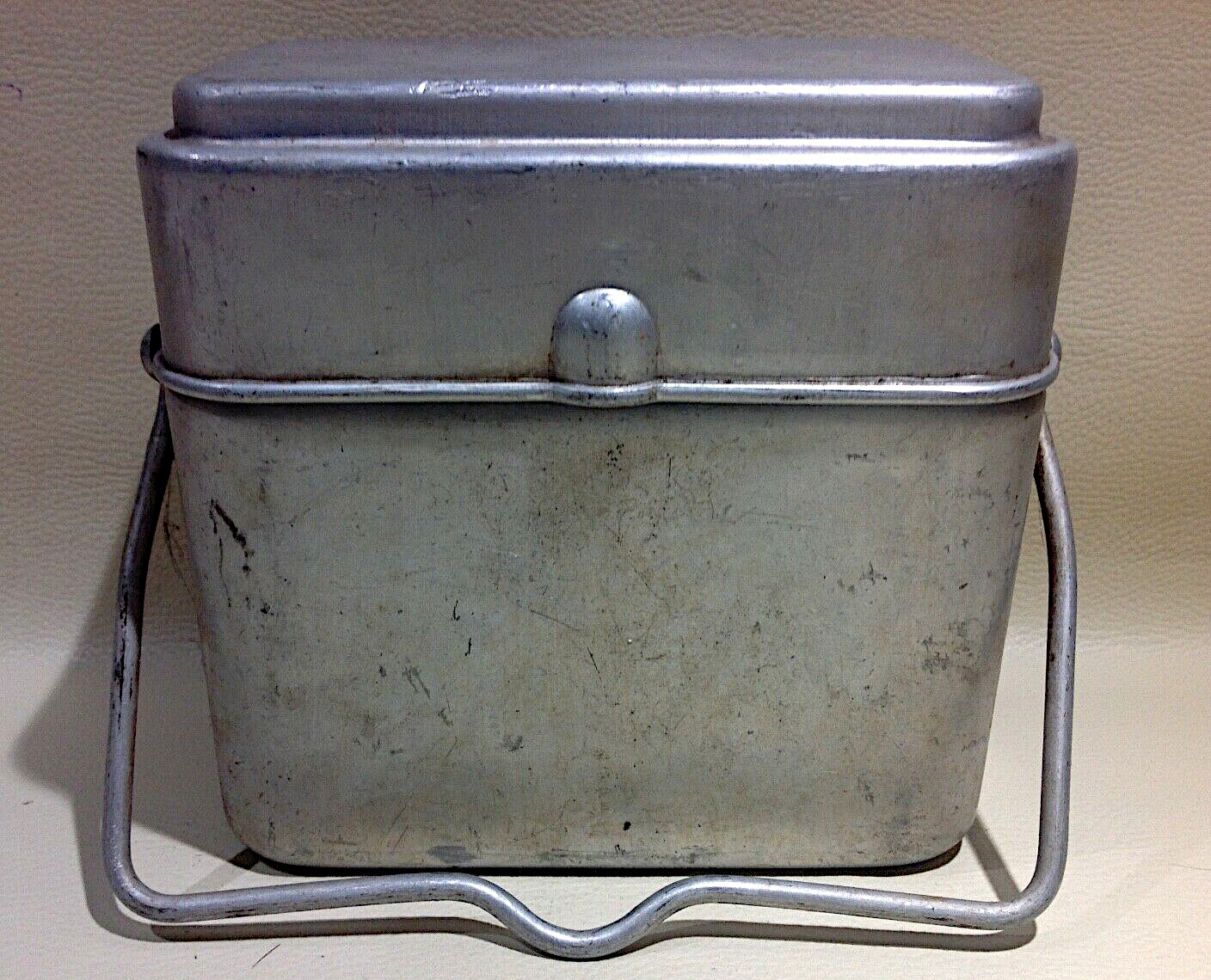
Cantine portative, boite à repas militaire, boite à fricot, quart réglementaire, gamelle de chantier ou popotte produite en 1939.
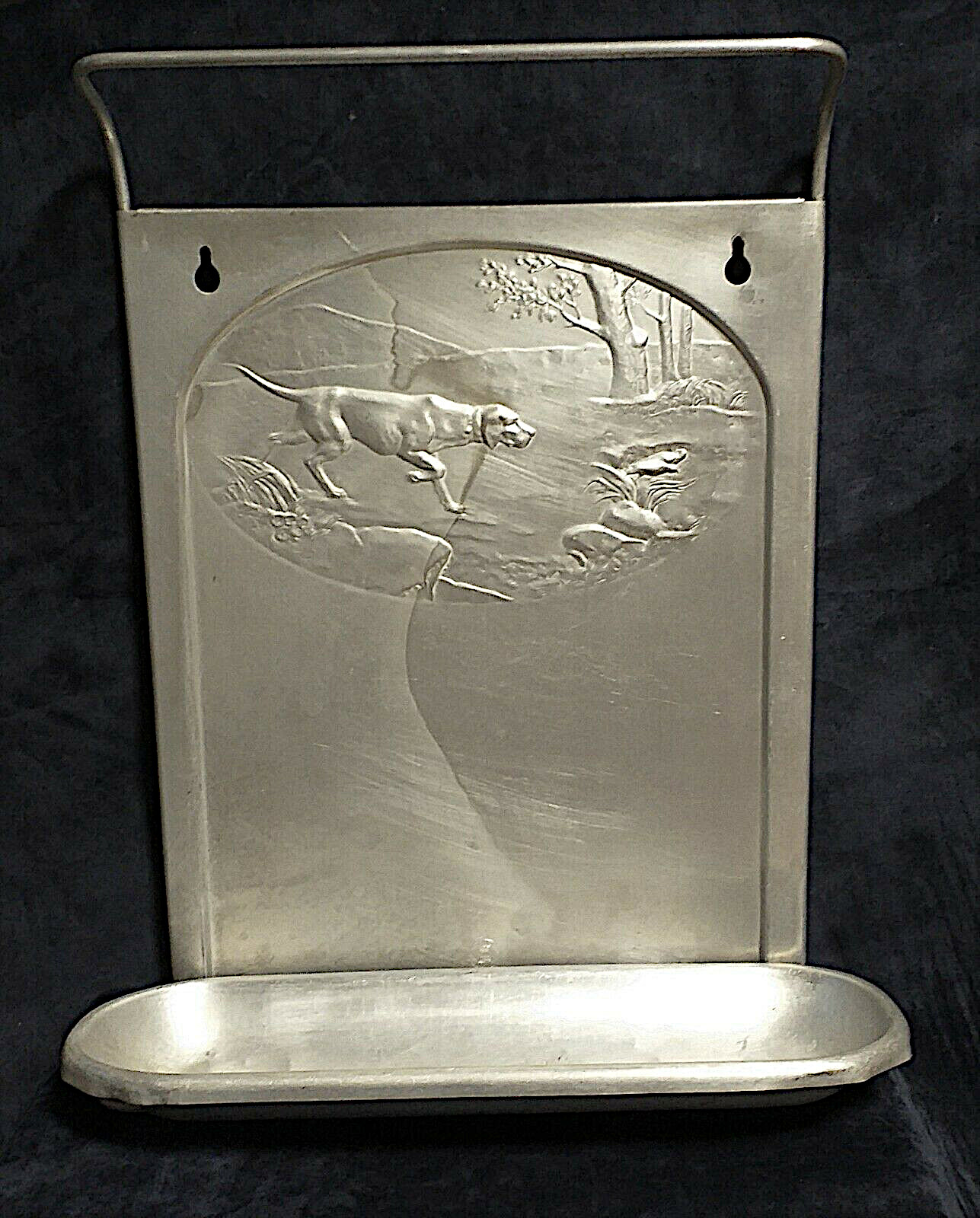
Porte-ustensiles en aluminium pur des années 1950/60.
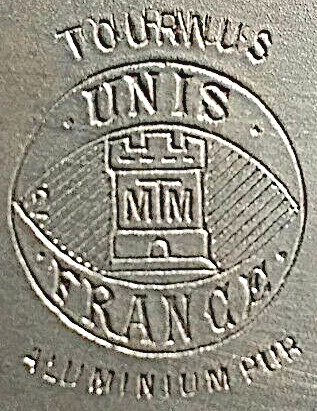
Vue détaillée d'un estampillage dans l'aluminium.